# Follonica Hockey 1952 nelle competizioni internazionali
Di seguito sono elencate le partite della sezione di hockey su pista del Follonica Hockey 1952 nelle competizioni internazionali.
Questa lista è suscettibile di variazioni e potrebbe essere incompleta o non aggiornata.

## Statistiche
| Competizione                                 | PAR | G   | V  | N  | P  | F   | S   |
| -------------------------------------------- | --- | --- | -- | -- | -- | --- | --- |
| Coppa CERS/WSE                               | 13  | 64  | 40 | 4  | 20 | 299 | 194 |
| Coppa dei Campioni/Champions League/Eurolega | 11  | 70  | 33 | 6  | 31 | 262 | 266 |
| Coppa Continentale                           | 4   | 6   | 2  | 0  | 4  | 16  | 23  |
| Coppa delle Coppe                            | 2   | 8   | 3  | 0  | 5  | 29  | 45  |
| WSE Trophy                                   | 1   | 3   | 2  | 1  | 0  | 24  | 9   |
| Coppa Intercontinentale                      | 1   | 1   | 1  | 0  | 0  | 4   | 2   |
| Totale                                       | 32  | 152 | 81 | 11 | 60 | 634 | 539 |

Legenda:
- PAR = partecipazioni alla competizione
- G = partite giocate
- V = vittorie
- N = pareggi
- P = sconfitte
- F = Goal segnati
- S = Goal subiti

## Coppa CERS/WSE

### 1983-1984
| Squadra 1   | Totale  | Squadra 2    | Andata | Ritorno |
| ----------- | ------- | ------------ | ------ | ------- |
| Primo turno |         |              |        |         |
| Follonica   | 11 - 13 | Amatori Lodi | 9 - 10 | 2 - 3   |

### 2002-2003
| Squadra 1        | Totale | Squadra 2 | Andata | Ritorno |
| ---------------- | ------ | --------- | ------ | ------- |
| Primo turno      |        |           |        |         |
| Follonica        | 9 - 6  | Wimmis    | 5 - 3  | 4 - 3   |
| Ottavi di finale |        |           |        |         |
| Gazinet-Cestas   | 4 - 13 | Follonica | 3 - 8  | 1 - 5   |
| Quarti di finale |        |           |        |         |
| Follonica        | 5 - 11 | Lleida    | 3 - 4  | 2 - 7   |

### 2003-2004
| Squadra 1        | Totale | Squadra 2 | Andata | Ritorno |
| ---------------- | ------ | --------- | ------ | ------- |
| Ottavi di finale |        |           |        |         |
| Follonica        | 4 - 13 | Igualada  | 1 - 6  | 3 - 7   |

### 2004-2005
| Squadra 1        | Totale  | Squadra 2 | Andata | Ritorno |
| ---------------- | ------- | --------- | ------ | ------- |
| Ottavi di finale |         |           |        |         |
| Thunerstern      | 9 - 19  | Follonica | 5 - 11 | 4 - 8   |
| Quarti di finale |         |           |        |         |
| Benfica          | 8 - 9   | Follonica | 6 - 3  | 2 - 6   |
| Semifinale       |         |           |        |         |
| Follonica        | 16 - 10 | Noia      | 11 – 4 | 5 – 6   |
| Finale           |         |           |        |         |
| Bassano 54       | 4 - 8   | Follonica | 0 – 4  | 4 – 4   |

### 2012-2013
| Squadra 1    | Totale | Squadra 2 | Andata | Ritorno |
| ------------ | ------ | --------- | ------ | ------- |
| Primo turno  |        |           |        |         |
| La Vendéenne | 4 - 3  | Follonica | 0 - 2  | 4 - 1   |

### 2013-2014
| Squadra 1        | Totale | Squadra 2 | Andata | Ritorno |
| ---------------- | ------ | --------- | ------ | ------- |
| Primo turno      |        |           |        |         |
| Follonica        | 26 - 0 | Wolfurt   | 16 - 0 | 10 - 0  |
| Ottavi di finale |        |           |        |         |
| Follonica        | 4 - 6  | Turquel   | 4 - 5  | 0 - 1   |

### 2014-2015
| Squadra 1        | Totale | Squadra 2 | Andata | Ritorno |
| ---------------- | ------ | --------- | ------ | ------- |
| Primo turno      |        |           |        |         |
| Follonica        | 11 - 5 | Uri       | 7 - 3  | 4 - 2   |
| Ottavi di finale |        |           |        |         |
| Mérignac         | 7 - 8  | Follonica | 3 - 3  | 4 - 5   |
| Quarti di finale |        |           |        |         |
| Igualada         | 4 - 3  | Follonica | 4 - 2  | 0 - 1   |

### 2015-2016
| Squadra 1          | Totale | Squadra 2 | Andata | Ritorno |
| ------------------ | ------ | --------- | ------ | ------- |
| Primo turno        |        |           |        |         |
| Germania Herringen | 6 - 11 | Follonica | 3 - 4  | 3 - 7   |
| Ottavi di finale   |        |           |        |         |
| Amatori Lodi       | 6 - 4  | Follonica | 2 - 2  | 4 - 2   |

### 2016-2017
| Squadra 1        | Totale | Squadra 2 | Andata | Ritorno |
| ---------------- | ------ | --------- | ------ | ------- |
| Primo turno      |        |           |        |         |
| Noia             | 5 - 8  | Follonica | 1 - 2  | 4 - 6   |
| Ottavi di finale |        |           |        |         |
| Follonica        | 3 - 6  | Barcelos  | 1 - 3  | 2 - 3   |

### 2019-2020
| Squadra 1        | Totale | Squadra 2 | Andata | Ritorno |
| ---------------- | ------ | --------- | ------ | ------- |
| Primo turno      |        |           |        |         |
| Follonica        | 9 - 5  | Montreux  | 5 - 3  | 4 - 2   |
| Ottavi di finale |        |           |        |         |
| Girona           | 5 - 7  | Follonica | 0 - 1  | 4 - 6   |
| Quarti di finale |        |           |        |         |
| Braga            |        | Follonica | 7 - 4  |         |

### 2021-2022
| Squadra 1        | Totale | Squadra 2 | Andata | Ritorno |
| ---------------- | ------ | --------- | ------ | ------- |
| Fase a gironi    |        |           |        |         |
| Follonica        |        | Ginevra   | 6 - 0  | 8 - 2   |
| Quévert          |        | Follonica | 3 - 0  | 1 - 6   |
| Quarti di finale |        |           |        |         |
| Noisy-le-Grand   | 6 - 10 | Follonica | 3 - 4  | 3 - 6   |
| Semifinale       |        |           |        |         |
| Follonica        | 3 - 2  | Valdagno  |        |         |
| Finale           |        |           |        |         |
| Calafell         | 6 - 5  | Follonica |        |         |

### 2022-2023
| Squadra 1        | Totale | Squadra 2 | Andata | Ritorno |
| ---------------- | ------ | --------- | ------ | ------- |
| Ottavi di finale |        |           |        |         |
| Follonica        | 14 - 3 | Remscheid | 6 - 0  | 8 - 3   |
| Quarti di finale |        |           |        |         |
| Voltregà         | 8 - 7  | Follonica | 5 - 2  | 3 - 5   |

### 2023-2024
| Squadra 1        | Totale | Squadra 2          | Andata | Ritorno |
| ---------------- | ------ | ------------------ | ------ | ------- |
| Fase a gironi    |        |                    |        |         |
| Braga            | 3 - 9  | Follonica          |        |         |
| Follonica        | 6 - 2  | Wimmis             |        |         |
| Follonica        | 6 - 0  | Uttigen            |        |         |
| Ottavi di finale |        |                    |        |         |
| Follonica        | 11 - 4 | Germania Herringen | 6 - 1  | 5 - 3   |
| Quarti di finale |        |                    |        |         |
| Follonica        | 6 - 5  | Murches            | 3 - 3  | 3 - 2   |
| Semifinale       |        |                    |        |         |
| Follonica        | 5 - 1  | Voltregà           |        |         |
| Finale           |        |                    |        |         |
| Igualada         | 4 - 2  | Follonica          |        |         |

#### Bilancio per avversario
| Naz.                  | Avversario         | G  | V  | N | P  | GF  | GS  |
| --------------------- | ------------------ | -- | -- | - | -- | --- | --- |
| Spagna (bandiera)     | Igualada           | 5  | 1  | 0 | 4  | 9   | 21  |
| Italia (bandiera)     | Amatori Lodi       | 4  | 0  | 1 | 3  | 15  | 19  |
| Germania (bandiera)   | Germania Herringen | 4  | 4  | 0 | 0  | 22  | 10  |
| Spagna (bandiera)     | Noia               | 4  | 3  | 0 | 1  | 24  | 15  |
| Spagna (bandiera)     | Voltregà           | 3  | 2  | 0 | 1  | 12  | 9   |
| Svizzera (bandiera)   | Wimmis             | 3  | 3  | 0 | 0  | 15  | 8   |
| Portogallo (bandiera) | Barcelos           | 2  | 0  | 0 | 2  | 3   | 6   |
| Italia (bandiera)     | Bassano            | 2  | 1  | 1 | 0  | 8   | 4   |
| Portogallo (bandiera) | Benfica            | 2  | 1  | 0 | 1  | 9   | 8   |
| Portogallo (bandiera) | Braga              | 2  | 1  | 0 | 1  | 13  | 10  |
| Francia (bandiera)    | Gazinet-Cestas     | 2  | 2  | 0 | 0  | 13  | 4   |
| Svizzera (bandiera)   | Ginevra            | 2  | 2  | 0 | 0  | 14  | 2   |
| Spagna (bandiera)     | Girona             | 2  | 2  | 0 | 0  | 7   | 5   |
| Francia (bandiera)    | La Vendéenne       | 2  | 1  | 0 | 1  | 3   | 4   |
| Spagna (bandiera)     | Lleida             | 2  | 0  | 0 | 2  | 5   | 11  |
| Francia (bandiera)    | Mérignac           | 2  | 1  | 1 | 0  | 8   | 7   |
| Svizzera (bandiera)   | Montreux           | 2  | 2  | 0 | 0  | 9   | 5   |
| Portogallo (bandiera) | Murches            | 2  | 1  | 1 | 0  | 6   | 5   |
| Francia (bandiera)    | Noisy-le-Grand     | 2  | 2  | 0 | 0  | 10  | 6   |
| Francia (bandiera)    | Quévert            | 2  | 1  | 0 | 1  | 6   | 4   |
| Germania (bandiera)   | Remscheid          | 2  | 2  | 0 | 0  | 14  | 3   |
| Svizzera (bandiera)   | Thunerstern        | 2  | 2  | 0 | 0  | 19  | 9   |
| Portogallo (bandiera) | Turquel            | 2  | 0  | 0 | 2  | 4   | 6   |
| Svizzera (bandiera)   | Uri                | 2  | 2  | 0 | 0  | 11  | 5   |
| Austria (bandiera)    | Wolfurt            | 2  | 2  | 0 | 0  | 26  | 0   |
| Spagna (bandiera)     | Calafell           | 1  | 0  | 0 | 1  | 5   | 6   |
| Svizzera (bandiera)   | Uttigen            | 1  | 1  | 0 | 0  | 6   | 0   |
| Italia (bandiera)     | Valdagno           | 1  | 1  | 0 | 0  | 3   | 2   |
|                       | TOTALE             | 64 | 40 | 4 | 20 | 299 | 194 |

## Eurolega/Champions League

### 2005-2006
| Squadra 1        | Totale | Squadra 2     | Andata | Ritorno |
| ---------------- | ------ | ------------- | ------ | ------- |
| Primo turno      |        |               |        |         |
| Cronenberg       | 5 - 11 | Follonica     | 2-7    | 3-4     |
| Ottavi di finale |        |               |        |         |
| Barcellona       | 4 - 5  | Follonica     | 3-1    | 1-4     |
| Fase a gironi    |        |               |        |         |
| Follonica        |        | Thunerstern   | 12-3   | 7-4     |
| Bassano 54       |        | Follonica     | 2-3    | 5-2     |
| Follonica        |        | Porto         | 3-2    | 4-4     |
| Final Four       |        |               |        |         |
| Follonica        | 9 - 4  | Porto         |        |         |
| Follonica        | 2 - 2  | Reus Deportiu |        |         |
| Follonica        | 4 - 3  | Noia          |        |         |

### 2006-2007
| Squadra 1        | Totale | Squadra 2       | Andata | Ritorno |
| ---------------- | ------ | --------------- | ------ | ------- |
| Ottavi di finale |        |                 |        |         |
| Follonica        | 12 - 8 | Juventude Viana | 9-3    | 3-5     |
| Fase a gironi    |        |                 |        |         |
| Reus Deportiu    |        | Follonica       | 4-3    | 4-4     |
| Follonica        |        | Porto           | 6-7    | 1-5     |
| Bassano 54       |        | Follonica       | 1-5    | 5-4     |

### 2007-2008
| Squadra 1     | Totale | Squadra 2  | Andata | Ritorno |
| ------------- | ------ | ---------- | ------ | ------- |
| Fase a gironi |        |            |        |         |
| Vilanova      |        | Follonica  | 0-7    | 3-5     |
| Follonica     |        | Barcellona | 1-3    | 3-5     |
| Follonica     |        | Wimmis     | 13-2   | 9-5     |

### 2008-2009
| Squadra 1        | Totale | Squadra 2 | Andata | Ritorno |
| ---------------- | ------ | --------- | ------ | ------- |
| Fase a gironi    |        |           |        |         |
| Follonica        |        | Barcelos  | 5-2    | 2-1     |
| Liceo La Coruña  |        | Follonica | 1-0    | 3-4     |
| Follonica        |        | Vilanova  | 3-3    | 5-1     |
| Quarti di finale |        |           |        |         |
| Follonica        | 3 – 4  | Vic       |        |         |

### 2009-2010
| Squadra 1                | Totale | Squadra 2 | Andata | Ritorno |
| ------------------------ | ------ | --------- | ------ | ------- |
| Fase a gironi            |        |           |        |         |
| Follonica                |        | Vic       | 2-5    | 1-2     |
| Mataró                   |        | Follonica | 4-1    | 1-9     |
| SCRA Saint-Omer          |        | Follonica | 3-4    | 2-6     |
| Spareggi 2ª classificata |        |           |        |         |
| Follonica                | 6 – 11 | Porto     | 4–6    | 2–5     |

### 2010-2011
| Squadra 1       | Totale | Squadra 2 | Andata | Ritorno |
| --------------- | ------ | --------- | ------ | ------- |
| Fase a gironi   |        |           |        |         |
| Follonica       |        | Blanes    | 2-2    | 2-5     |
| Barcellona      |        | Follonica | 9-0    | 4-2     |
| SCRA Saint-Omer |        | Follonica | 1-2    | 4-4     |

### 2017-2018
| Squadra 1        | Totale | Squadra 2    | Andata | Ritorno |
| ---------------- | ------ | ------------ | ------ | ------- |
| Fase a gironi    |        |              |        |         |
| Follonica        |        | La Vendéenne | 6-4    | 8-5     |
| Vic              |        | Follonica    | 0-1    | 9-6     |
| Follonica        |        | Porto        | 1-7    | 4-7     |
| Quarti di finale |        |              |        |         |
| Follonica        | 4 – 8  | Barcellona   | 3–3    | 1–5     |

### 2018-2019
| Squadra 1     | Totale | Squadra 2   | Andata | Ritorno |
| ------------- | ------ | ----------- | ------ | ------- |
| Fase a gironi |        |             |        |         |
| Barcellona    |        | Follonica   | 9-2    | 4-0     |
| Follonica     |        | Oliveirense | 3-2    | 5-6     |
| Quévert       |        | Follonica   | 2-3    | 3-4     |

### 2022-2023
| Squadra 1                       | Risultato | Squadra 2 |
| ------------------------------- | --------- | --------- |
| Secondo turno di qualificazione |           |           |
| Forte dei Marmi                 | 4 - 0     | Follonica |
| Follonica                       | 3 - 5     | Noia      |
| Caldes                          | 4 - 5     | Follonica |

### 2023-2024
| Squadra 1                     | Risultato | Squadra 2 |
| ----------------------------- | --------- | --------- |
| Primo turno di qualificazione |           |           |
| La Vendéenne                  | 10 - 0    | Follonica |
| Germania Herringen            | 10 - 0    | Follonica |

### 2024-2025
| Squadra 1               | Risultato | Squadra 2 |
| ----------------------- | --------- | --------- |
| Turno di qualificazione |           |           |
| Voltregà                | 8 - 1     | Follonica |
| Germania Herringen      | 2 - 1     | Follonica |
| Reus Deportiu           | 5 - 0     | Follonica |

#### Bilancio per avversario
| Naz.                  | Avversario         | G  | V  | N | P  | GF  | GS  |
| --------------------- | ------------------ | -- | -- | - | -- | --- | --- |
| Spagna (bandiera)     | Barcellona         | 10 | 1  | 1 | 8  | 17  | 46  |
| Portogallo (bandiera) | Porto              | 9  | 2  | 1 | 6  | 34  | 47  |
| Spagna (bandiera)     | Vic                | 5  | 2  | 0 | 3  | 16  | 17  |
| Italia (bandiera)     | Bassano            | 4  | 3  | 0 | 1  | 17  | 10  |
| Spagna (bandiera)     | Reus Deportiu      | 4  | 1  | 1 | 2  | 10  | 15  |
| Francia (bandiera)    | SCRA Saint-Omer    | 4  | 3  | 1 | 0  | 16  | 10  |
| Spagna (bandiera)     | Vilanova           | 4  | 3  | 1 | 0  | 20  | 7   |
| Francia (bandiera)    | La Vendéenne       | 3  | 2  | 0 | 1  | 14  | 19  |
| Portogallo (bandiera) | Barcelos           | 2  | 2  | 0 | 0  | 7   | 3   |
| Spagna (bandiera)     | Blanes             | 2  | 0  | 1 | 1  | 4   | 7   |
| Germania (bandiera)   | Cronenberg         | 2  | 2  | 0 | 0  | 11  | 5   |
| Germania (bandiera)   | Germania Herringen | 2  | 0  | 0 | 2  | 1   | 12  |
| Portogallo (bandiera) | Juventude Viana    | 2  | 1  | 0 | 1  | 12  | 8   |
| Spagna (bandiera)     | Liceo La Coruña    | 2  | 1  | 0 | 1  | 4   | 4   |
| Spagna (bandiera)     | Mataró             | 2  | 1  | 0 | 1  | 10  | 5   |
| Spagna (bandiera)     | Noia               | 2  | 1  | 0 | 1  | 7   | 8   |
| Portogallo (bandiera) | Oliveirense        | 2  | 1  | 0 | 1  | 8   | 8   |
| Francia (bandiera)    | Quévert            | 2  | 2  | 0 | 0  | 7   | 5   |
| Svizzera (bandiera)   | Thunerstern        | 2  | 2  | 0 | 0  | 19  | 7   |
| Svizzera (bandiera)   | Wimmis             | 2  | 2  | 0 | 0  | 22  | 7   |
| Spagna (bandiera)     | Caldes             | 1  | 1  | 0 | 0  | 5   | 4   |
| Italia (bandiera)     | Forte dei Marmi    | 1  | 0  | 0 | 1  | 0   | 4   |
| Spagna (bandiera)     | Voltregà           | 1  | 0  | 0 | 1  | 1   | 8   |
|                       | TOTALE             | 70 | 33 | 6 | 31 | 262 | 266 |

## Coppa Continentale

### 2005-2006
| Squadra 1  | Totale | Squadra 2 | Andata | Ritorno |
| ---------- | ------ | --------- | ------ | ------- |
| Finale     |        |           |        |         |
| Barcellona | 8 - 7  | Follonica | 4 – 0  | 4 – 7   |

### 2006-2007
| Squadra 1  | Totale | Squadra 2 | Andata | Ritorno |
| ---------- | ------ | --------- | ------ | ------- |
| Finale     |        |           |        |         |
| Barcellona | 7 - 3  | Follonica | 7 – 1  | 0 – 2   |

### 2022-2023
| Squadra 1  | Risultato | Squadra 2 |
| ---------- | --------- | --------- |
| Semifinale |           |           |
| Trissino   | 6 - 5     | Follonica |

### 2024-2025
| Squadra 1   | Risultato | Squadra 2 |
| ----------- | --------- | --------- |
| Semifinale  |           |           |
| Sporting CP | 5 - 4     | Follonica |

#### Bilancio per avversario
| Naz.                  | Avversario  | G | V | N | P | GF | GS |
| --------------------- | ----------- | - | - | - | - | -- | -- |
| Spagna (bandiera)     | Barcellona  | 4 | 2 | 0 | 2 | 10 | 15 |
| Portogallo (bandiera) | Sporting CP | 1 | 0 | 0 | 1 | 4  | 5  |
| Italia (bandiera)     | Trissino    | 1 | 0 | 0 | 1 | 2  | 3  |
|                       | TOTALE      | 6 | 2 | 0 | 4 | 16 | 23 |

## Coppa delle Coppe

### 1977-1978
| Squadra 1        | Totale  | Squadra 2  | Andata | Ritorno |
| ---------------- | ------- | ---------- | ------ | ------- |
| Primo turno      |         |            |        |         |
| Follonica        | 11 - 10 | Residentie | 6 - 4  | 5 - 6   |
| Quarti di finale |         |            |        |         |
| Herten           | 2 - 6   | Follonica  | 2 - 1  | 0 - 5   |
| Semifinale       |         |            |        |         |
| Follonica        | 4 - 13  | Oeiras     | 3 - 1  | 1 - 12  |

### 1982-1983
| Squadra 1        | Totale | Squadra 2 | Andata | Ritorno |
| ---------------- | ------ | --------- | ------ | ------- |
| Quarti di finale |        |           |        |         |
| Follonica        | 8 - 20 | Marathon  | 8 - 9  | 0 - 11  |

#### Bilancio per avversario
| Naz.                   | Avversario | G | V | N | P | GF | GS |
| ---------------------- | ---------- | - | - | - | - | -- | -- |
| Germania (bandiera)    | Herten     | 2 | 1 | 0 | 1 | 6  | 2  |
| Paesi Bassi (bandiera) | Marathon   | 2 | 0 | 0 | 2 | 8  | 20 |
| Portogallo (bandiera)  | Oeiras     | 2 | 1 | 0 | 1 | 4  | 13 |
| Paesi Bassi (bandiera) | Residentie | 2 | 1 | 0 | 1 | 11 | 10 |
|                        | TOTALE     | 8 | 3 | 0 | 5 | 29 | 45 |

## WSE Trophy

### 2024-2025
| Squadra 1        | Totale          | Squadra 2  | Andata | Ritorno |
| ---------------- | --------------- | ---------- | ------ | ------- |
| Quarti di finale |                 |            |        |         |
| Follonica        | 18 - 3          | Cronenberg | 11 - 0 | 7 - 3   |
| Semifinale       |                 |            |        |         |
| Follonica        | 6 - 6 (1-2 dtr) | PAS Alcoy  |        |         |

#### Bilancio per avversario
| Naz.                | Avversario | G | V | N | P | GF | GS |
| ------------------- | ---------- | - | - | - | - | -- | -- |
| Germania (bandiera) | Cronenberg | 2 | 2 | 0 | 0 | 18 | 3  |
| Spagna (bandiera)   | PAS Alcoy  | 1 | 0 | 1 | 0 | 6  | 6  |
|                     | TOTALE     | 3 | 2 | 1 | 0 | 24 | 9  |

## Coppa Intercontinentale

### 2007
| Squadra 1 | Risultato | Squadra 2  |
| --------- | --------- | ---------- |
| Follonica | 4 - 2     | Concepción |

#### Bilancio per avversario
| Naz.                 | Avversario | G | V | N | P | GF | GS |
| -------------------- | ---------- | - | - | - | - | -- | -- |
| Argentina (bandiera) | Concepción | 1 | 1 | 0 | 0 | 4  | 2  |
|                      | TOTALE     | 1 | 1 | 0 | 0 | 4  | 2  |